# Khairagarh (ciutat)
Khairagarh és una ciutat i nagar panchayat al districte de Rajnandgaon a l'Índia, estat de Chhattisgarh a 21° 25′ 12″ N, 80° 58′ 12″ E / 21.42000°N,80.97000°E, lloc proper a la unió dels rius Am i Piparia. Segons el cens del 2001 la població era de 15.149 habitants. Població el 1881: 2887 habitants, i el 1901: 4.656 habitants. Khairagarh fou la capital del principat del mateix nom.